# Tyus Edney
Tyus Dwayne Edney (ur. 14 lutego 1973 w Gardena) – amerykański koszykarz, grający na pozycji rozgrywającego, reprezentant kraju, obecnie asystent trenera drużyny akademickiej UCLA Bruins. 
W 1995 został wybrany w drafcie do ligi CBA z numerem 47 przez zespół Fort Wayne Fury.
W 1996 wystąpił w filmie Eddie.
Jest absolwentem UCLA, gdzie grając udało mu się w 1995 zdobyć akademickie mistrzostwo Stanów Zjednoczonych. W składzie drużyny byli m.in. bracia Ed i Charles O’Bannon - znani z występów w Polsce.

## Osiągnięcia
Na podstawie, o ile nie zaznaczono inaczej.
NCAA
- Mistrz NCAA (1995)
- Laureat nagrody Frances Pomeroy Naismith Award (1995)[6]
- Zaliczony do:
  - I składu:
    - konferencji Pac-10 (1993–1995)
    - najlepszych pierwszorocznych zawodników Pac-10 (1992)

  - Pac-12 Conference Hall of Honor (2014)
  - Galerii Sław Sportu UCLA (2009)

NBA
- Zaliczony do II składu debiutantów NBA (1996)[7]
- Uczestnik meczu debiutantów NBA (1996)

Drużynowe
- Mistrz:
  - Euroligi (1999)
  - NEBL (1999)
  - Litwy (1999)
  - Włoch (2002, 2003)
  - Ukrainy (2008)
- Wicemistrz:
  - Euroligi (2003)
  - Grecji (2006)
  - Polski (2009)
  - Włoch (2000)
- Zdobywca:
  - pucharu:
    - Włoch (2000, 2003, 2004)
    - Ukrainy (2008)

  - superpucharu Włoch (2001, 2002)
- Finalista superpucharu Włoch (2003)

Indywidualne
- MVP:
  - Final Four Euroligi (1999)
  - superpucharu Włoch (2001, 2002)
  - pucharu Włoch (2003)
  - meczu gwiazd Euro All-Star Game (1999)
  - miesiąca Euroligi (luty 2006)
  - kolejki Euroligi (12 - 2003/2004, 13 - 2005/2006)
- Zaliczony do I składu Euroligi (2002, 2003)
- Uczestnik meczu gwiazd:
  - Euro All-Star Game (1999)
  - ligi włoskiej (2004)
  - ligi greckiej (2006)
- Lider Euroligi w asystach (1999 - 6,1)

Reprezentacja
- Brązowy medalista igrzysk dobrej woli (1994)
- Uczestnik mistrzostw Ameryki (2005 – 4. miejsce)

## Statystyki podczas występów w PLK
- Sezon 2008/2009 (Turów Zgorzelec): 20 meczów (średnio 12,8 punktu, 3 zbiórki oraz 4,4 asysty w ciągu 26,5 minuty)